# 異常誕生譚
異常誕生譚（いじょうたんじょうたん）は、昔話の形式の一種。異常な姿で生まれた子どもや、異常な生まれ方をした子どもにまつわる物語。動物の姿で生まれてくる話も多いが、非生物の話も多い。異常出生譚（いじょうしゅっしょうたん）とも呼ばれる。
『日本昔話集成』では、異常誕生譚の分類を試みている。日本の異常誕生譚は農耕文化の定着に深く関わっているという。
垢太郎、一寸法師、瓜姫、ひょうたん息子、指太郎、田螺息子、ミーノータウロスなど。